# Willibald Bösen
Willibald Bösen (Mettlach, 1938) è un teologo, biblista e professore tedesco.
Di fede cattolica, dal 1982 al 2003 Bösen è stato professore ordinario di teologia biblica e didattica presso l'Università di Bielefeld.
I suoi interessi di ricerca si sono focalizzati sulla questione del Gesù storico, cercando di combinare il testo evangelico con l'evidenza archeologiche, in particolare modo con quelle emerse in Galilea a Gerusalemme. Dopo anni di pratica nella didattica ha acquisito l'assunto secondo il quale l'approccio visivo è il migliore per la maggior parte delle persone. Per questo motivo, tenta di illustrare la struttura interna dei testi biblici mediante schemi, diagrammi, mappe, abbozzi geografici e topografici.

## Biografia
Dal 1959 al 1965 Bösen studiò filosofia e teologia cattolica a Treviri, Friburgo (Svizzera), Innsbruck e Saarbrücken. Nel '77 completò il secondo esame per l'abilitazione alla docenza nelle scuole secondarie. Durante i suoi dodici anni come insegnante in varie scuole della Saarland (dal 1965 al 1976), conseguì presso l'Università della Saarland il grado di Magister Artium in pedagogia, germanistica e teologia (equipollente al Master of Arts) con una dissertazione intitolata Der schweigende Gott in den Psalmen ( Il Dio silenzioso nei Salmi). Nel 1976 completò il dottorato sotto la supervisione di Josef Blank.
Dal 1976 al 1982 ha lavorato come assistente ricercatore presso il PH Westfalen-Lippe (dipartimento di Münster), dove  nel 1982 ottenne l'abilitazione all'insegnamento universitario con la tesi intitolata Galiläa – Lebensraum und Wirkungsfeld Jesu (Galilea – luogo di vita e campo d'azione di Gesù).
Dal 1982 al 2003 Bösen fu professore ordinario di teologia biblica e didattica presso l'Università di Bielefeld. Dopo il suo pensionamento nel 2003, continuò a operare nell'ambito della formazione per adulti e insegnanti.
Si è ritirato a Heusweiler con la moglie Inge Bösen.

## Pubblicazioni selezionate
Libri
- Das Mahlmotiv bei Lukas. Studien zum lukanischen Mahlverständnis unter besonderer Berücksichtigung von Lk 22,14-20, Saarbrücken (Schreibmaschinendruck) 1976
- Jesusmahl - Eucharistisches Mahl - Endzeitmahl. Ein Beitrag zur Theologie des Lukas, (SBS 97) Stuttgart 1980
- Vom Jesusmahl zur Messe heute. Eine Unterrichtsreihe für Sek. I, Lehrerkommentar, Freiburg 1981.
- Vom Jesusmahl zur Messe heute. Eine Unterrichtsreihe für Sek. I, Schülerheft 7/8, Freiburg 1981
- Galiläa als Lebensraum und Wirkungsfeld Jesu. Eine zeitgeschichtliche und theologische Untersuchung, Freiburg 1985; ²1990; 1998 (TB)
- Auf einsamer Straße zu Gott. Das Geheimnis der Kartäuser, Freiburg 1987;  ²1990; ³1991; zwei Sonderauflagen für das Kartausenmuseum in Buxheim 1995
- Bruno von Köln. Der Vater der Kartäuser (A. Helly/W.Bösen), Aus dem Französischen übersetzt und mit einem Bericht über die Eremiten von “St. Bruno” versehen, Würzburg 1992
- Der letzte Tag des Jesus von Nazaret. Was wirklich geschah, Freiburg Februar 1994;  ²Juli  1994; ³1995; 1999 (TB). - In polnischer Übersetzung: Ostatni dzien Jezusa z Naretu 2002 - In italienischer Übersetzung: L’ultimo giorno di Gesù di Nazaret, 2007
- Auf dem Weg des Schweigens. Ein Einsiedler erfährt Johannes vom Kreuz (A. Helly/ W.Bösen), Aus dem Französischen übersetzt und bearbeitet, München 1997
- In Betlehem geboren. Die Kindheitsgeschichten der Evangelien, Freiburg 1999
- Auferweckt gemäß der Schrift. Das biblische Fundament des Osterglaubens, Freiburg 2006 (2009 Übersetzung ins Portugiesische)
- Erzählen will ich von Seiner Nähe. Erlebnisse und Erfahrungen mit Gott, Paderborn 2011

Articoli per lexicon
- Galiläa: I. Landschaft Palästinas; II. Örtlichkeit Jerusalems, in: Lexikon für Theologie und Kirche 5 (1995).
- Gennesaret, in: Lexikon für Theologie und Kirche 5 (1995).
- Golan, in: Lexikon für Theologie und Kirche 5 (1995).
- Kreuzigung: I. Allgemein (römische Strafe); II. Kreuzigung Jesu, in: Lexikon für Theologie und Kirche 6 (1997).
- Prätorium, in: Lexikon für Theologie und Kirche 8 (1999).
- Prozess Jesu, I. Biblisch - Neues Testament, in: Lexikon für Theologie und Kirche 8 (1999).
- Tod Jesu, in: Lexikon für Theologie und Kirche 9 (1999).